# A. Enggaard Holding
A. Enggaard Holding A/S er et dansk holdingselskab med hovedsæde i Svenstrup ved Aalborg. Selskabet beskæftiger i alt 170 medarbejdere (2009) og ejer aktieselskaber inden for entreprenør, byggeri, investering og ejendomme. Adm. direktør er Asger Enggaard og bestyrelsesformand er Jørgen Enggaard.
Selskabet har bl.a. opført boligkomplekset Da Vinci Parken i Aalborg Universitetskvarter og indkøbscenterne Metropol i Hjørring og Friis i Aalborg Centrum. Selskabet har af Aalborg Havn A/S opkøbt størsteparten af Østre Havn med henblik på byomdannelse. Området ventes at få en væsentlig rolle i Aalborgs byudvikling i de kommende år.
Firmaet skal i de kommende år stå for opførelsen af et statsligt kontorknudepunkt ved Kalvebod Brygge i København. Når byggeriet er færdigt skal det indeholde i alt 2.000 arbejdspladser for medarbejdere i Banedanmark, Energistyrelsen, Trafikstyrelsen og Vejdirektoratet.

## Datterselskaber og associerede selskaber
A. Enggaard – entreprenør- og byggefirma, Kombyg A/S, A. Enggaard Invest A/S, Metropol Hjørring A/S, Østre Havnepromenade A/S, Universitetskollegiet ApS, Nytorv Aalborg A/S, Aalborg Tegl A/S, A E Sønderborg A/S, Nytorv Aalborg A/S, Prinsensgade 11 A/S (50%), Nytorv Aalborg A/S, Da Vinci Parken ApS (ejet af A. Enggaard A/S) 